# رينيه هوفمان
رينيه هوفمان (بالفرنسية: René Hoffmann)‏ هو لاعب كرة قدم لوكسمبورغي في مركز حراسة المرمى، ولد في 4 يوليو 1942 في إيش سوغ ألزيت في لوكسمبورغ، وتوفي بنفس المكان في 6 نوفمبر 2019. شارك مع منتخب لوكسمبورغ لكرة القدم. أما مع النوادي، فقد لعب مع جونيس إيتش.

## وصلات خارجية
- رينيه هوفمان على موقع قاعدة بيانات كرة القدم.إي يو (الإنجليزية)
- رينيه هوفمان على موقع ناشيونال فوتبول تيمز (الإنجليزية)
- رينيه هوفمان على موقع عالم كرة القدم.نت (الإنجليزية)